# جون ريان (لاعب كرة قدم بريطاني)
جون ريان (بالإنجليزية: John Ryan)‏ (1 مايو 1950 بدونكاستر في المملكة المتحدة - ) هو لاعب كرة قدم بريطاني في مركز الهجوم. لعب مع نادي دونكاستر روفرز.